# Magloire
Pour les articles homonymes, voir Magloire (homonymie).
Magloire Delcros-Varaud, simplement dit Magloire, est un chroniqueur, animateur de télévision et de radio et acteur français, né le 11 juin 1969 à Saint-Céré (Lot).

## Biographie

### Jeunesse et formation
Magloire, d'origine togolaise, naît à Saint-Céré dans le département du Lot. À l'âge de deux ans, il est adopté par Raphaëlle Delcros-Varaud, psychomotricienne de renom. Elle l'élève à Catus et à Saint-Céré.
Il fait des études de droit et de sociologie à l'université Toulouse-I-Capitole et à l'université Toulouse II-Le Mirail. Pendant ses études, il organise un grand nombre de soirées évènementielles.

### Carrière à la télévision
À 25 ans, Magloire devient attaché de presse dans l'art contemporain, puis crée son propre bureau de relations presse spécialisé dans la mode. Il fait ses premiers pas à la télévision sur France 3 Paris Île-de-France où il présente Paris chic choc.
Sa notoriété augmente lorsqu'il rencontre par hasard Michaël Youn, qui l'intègre en 2000 à l'émission le Morning Live sur M6, en tant que chroniqueur. Il sera encore présent en 2005 lorsque l'émission revient sous le nom de Morning Café.
Parallèlement, il devient chroniqueur sur Fun TV (une chaine musicale du groupe M6) dans l'émission Génération Fun puis What's Fun. Durant la saison 2001-2002, il co-anime avec Elsa Fayer Ça va taper puis, de 2001 jusqu'à l'extinction de la chaîne en 2008, il anime sa propre émission, Pelle et Râteau.
Il poursuit également une carrière de comédien. On le retrouve dans le film Iznogoud (2005) ou la série policière Duval et Moretti (2008).
Entre 2008 et 2012, il devient l'animateur phare de TF6 et présente divers programmes de divertissement, dont des émissions de catch.
Entre 2008 et 2011, participe à trois saisons de l'émission de télé-réalité La Folle Route avec Vincent McDoom sur TF6, puis sur NRJ 12. Il apparaît également en 2010 dans plusieurs émissions de télé réalité de NRJ 12 : Alexandra, à la recherche du grand amour et la saison 1 de L'île des Vérités sur la même chaîne.
Entre juin 2010 et 2011, il participe au tournage d'une télé-réalité appelée Objectif 40, dans laquelle il doit perdre 40 kg. Le tournage dure 10 mois. L'émission est diffusée sur NRJ 12 la nuit sous le titre À plein Régime ! Le régime de Magloire, du 15 septembre 2014 au 27 novembre 2014 avec 86 épisodes diffusés.
Entre 2013 et 2014, il prend les rênes de la chaîne sénégalaise Africa 7,.
Le 15 juillet 2017, il participe à l'émission Fort Boyard en compagnie de Camille Cerf (miss France 2015), Nelson Monfort, Thierry Samitier, Gérard Vivès et Agathe Auproux pour l'association « Les Bonnes Fées ».
En 2019, il devient l'un des personnages de l'émission estivale de France 2 Fort Boyard, prénommé « Magik ». Il devient la même année un chroniqueur récurrent de l'émission La Grande Darka de Cyril Hanouna sur C8.
En 2020, il réalise avec le collectif City@Jeunes, constitué de jeunes de Tarnos, le documentaire Grossophobia consacré à la discrimination subie par les personnes en surpoids. Magloire et le collectif City@Jeunes remportent le prix du Meilleur réalisateur au Festival Couleurs 3 de Paris.
Depuis janvier 2023, il présente sur TV5 Monde la série documentaire Rassemblance où il rencontre des témoins de la société civile ayant eu un parcours de résilience.
Le 5 août 2023, il devient le coéquipier maudit dans l'atout maudit dans Fort Boyard.
En 2024, il lance son premier seul en scène intitulé Prière d'aimer.

### Carrière à la radio
En plein succès télévisuel, Magloire décroche à la rentrée 2004 une émission de libre-antenne sur NRJ, aux côtés de Dorothée Pousséo et Miguel Derennes. Néanmoins, l'émission s'arrêtera avant la fin de la saison faute d'audience
Durant la saison 2015-2016, il co-anime l'émission matinale Le Big Up Live sur la radio lorraine Lor'FM.

### Engagement
Depuis 2014, Magloire est ambassadeur de la ville de Thionville.
En avril 2025, il lance une collection de prêt-à-porter de seconde main intitulée Pop collection fabriquée dans le Périgord en partenariat avec le Secours Populaire.

### Vie privée
Noir et ouvertement homosexuel, il déclare avoir beaucoup plus souffert de grossophobie que de racisme ou d'homophobie.
Depuis 2014, Magloire se fait très rare sur le petit écran, essentiellement pour des raisons familiales. Sa mère Raphaëlle meurt le 24 décembre 2016 des suites de la maladie d'Alzheimer.
Le 17 septembre 2017, il est admis en urgence à l'hôpital de Pontoise à la suite d'un malaise cardiaque. Il déclare à ce sujet : « Mon cœur m'a alerté pour me dire de mieux dormir et de mieux manger. […] Aujourd'hui, je fais plus attention à moi ».

## Émissions de télévision

### Présentateur
- 2001 - 2002 : Ça va taper (avec Elsa Fayer, Fun TV)
- 2001 - 2008 : Pelle et Râteau (Fun TV)
- 2004 : Follement Gay (avec Virginie Efira, M6)
- 2008 : Les Plus Grands Secrets du catch (TF6)[20]
- 2008 : Les Défis de l’impossible (avec Karine Lima, NRJ 12)[21]
- 2008 : Tellement People (avec Clara Morgane, NRJ 12)[22]
- 2009 : Le Mag de Magloire (3A Télésud)
- 2009 : Le Doc et Magloire (avec Christian Spitz, Cap 24)[23]
- 2009 : Mister Glam, ça va faire mâle (avec Victoria Silvstedt, TF6)[24]
- 2010 : Le Jury dans tous ses états (TF6)[25]
- 2011 : Ça craint, mes parents passent à la télé (TF6)[26]
- 2012 : Le Mag de Magloire (Télésud)
- 2012  : La Grande Soirée drôle et sexy[27] (avec Ariane Brodier, TF6)[28]
- depuis 2023  : Rassemblance (TV5 Monde)

### Chroniqueur
- 1997 - 2000 : Génération Fun (Fun TV)
- 2000-2001 : What's Fun (Fun TV)
- 2000-2003 : Morning Live (M6)
- 2002 : C’est l'after (M6)[29]
- 2003 - 2005 : C'est pas trop tôt! (M6)
- 2005 - 2008 : Morning Café (M6)
- 2016 : Kate & William, la revanche de l’amour continue (W9) : soirée spéciale consacrée aux 5 ans du mariage du prince William et de Catherine Middleton
- 2018 : Meghan et le prince Harry : les coulisses d'un mariage princier (W9) : soirée animée par Stéphanie Renouvin
- 2019 : La Grande Darka (C8)

### Télé-réalité et jeux télévisés
- 2005: Duel de stars (M6)[30]
- 2008  : La Folle Route vers Saint-Tropez (TF6, W9, NRJ 12)[31]
- 2009 : La Folle Route 2 (TF6, NRJ 12)[32]
- 2010 : À la recherche du grand amour : Qui fera battre le cœur d'Alexandra ? (NRJ 12)
- 2010-2011 : À plein régime ! Le régime de Magloire (NRJ 12) (diffusion en 2014)
- 2011 : L'Île des vérités (NRJ 12)
- 2012: La Folle Route 3 (Comédie +, NRJ 12)
- 2017 : Fort Boyard (France 2) : candidat
- 2019-2021/2024 : Fort Boyard (France 2) : Magik, le fakir
- 2020 : Boyard Land (France 2) : candidat

- 2023 : Fort Boyard (France 2) - L'atout maudit : Coéquipier maudit

### Commentateur
- 2008 : TNA Impact avec le spécialiste du catch Celian Varini. (TF6)

## Filmographie
Sauf indication contraire, les informations mentionnées dans cette section peuvent être confirmées par les bases de données cinématographiques IMDb et Allociné,  présentes dans la section « Liens externes ».

### Cinéma

#### Longs métrages
- 1999 : Les Infortunes de la beauté
- 2002 : Paris selon Moussa : Naomie
- 2004 : People : un jet-setteur en cure
- 2005 : Iznogoud : l'eunuque en chef
- 2008 : Fracassés : le mondain
- 2012 : Une nuit de Philippe Lefebvre : José

#### Court métrage
- 2020 : Grossophobia (réalisateur)

### Télévision
- 2007 : Off Prime : lui-même
- 2008 : Duval et Moretti (M6) : César
- 2008 : Pas de secrets entre nous (apparition - M6)
- 2010 : L'Été où tout a basculé (NRJ 12) : Maxence
- 2011 : Les Flamboyants : Mathis (série télévisée, France Ô) (saison 4)[33].
- 2012 : Toussaint Louverture de Philippe Niang : Mars Plaisir

### Clips
- En 2007, Magloire apparaît dans le clip J'aime trop ton boule de Fatal Bazooka.
- En 2009, il participe au clip Steven Gerrard du LPB Club.
- En 2009, il participe au clip Dansa Kuduro de Papa London avec Vincent McDoom, le 1er jour de la Folle Route 2.
- En 2012, il participe au clip Bring Me Coconut de Big Ali[réf. nécessaire].
- En 2014, il apparaît dans le clip Sueno Caliente de Al'Varela[réf. nécessaire].

## Radio
- 2004 : Magloire dans la radio - MDR (avec Miguel Derennes et Dorothée Pousséo[34], NRJ)
- 2015-2016 : Le Big Up Live (Lor'FM)

## Musique
- Juin 2013 : Tes yeux de Breizh - single avec le collectif des Voix de la Breizh (réunissant des artistes tels qu'Anny Duperey, Marthe Mercadier, Philippe Candeloro, Miss Dominique, Richard Cross, Indra, etc.) à l'initiative du chanteur David Stephan au profit de l'association « La Breizh de l'espoir, brûlons la muco » qui lutte contre la mucoviscidose. La musique est signée Géraldine Potron et les paroles Vincent Hélou[35].